# Mohorovičićev diskontinuitet
Mohorovičićev diskontinuitet, obično zvan Moho, granica je između Zemljine kore i plašta. Moho sloj odvaja i oceansku i kontinentalnu koru od gornjeg dijela plašta. Većinom se nalazi potpuno u litosferi; samo kod oceanskih hrbata određuje granicu litosfere i astenosfere. Mohorovičićev diskontinuitet je 1910. otkrio Andrija Mohorovičić, hrvatski seizmolog, kada je u Pokuplju promatrao iznenadno povećanje u brzini valova potresa (posebno P-valova).
Moho sloj nalazi se prosječno 7 km ispod dna oceana i 30 do 50 km ispod tipične kontinentalne kore.
Tijekom kasnih 1950-ih i ranih 1960-ih priložen je zahtjev da se izbuši rupa kroz dno oceana do te granice. Ali taj pothvat, imenovan Project Mohole, nikad nije dosegao dovoljnu potporu i bio je odbijen; otkazao ga je Kongres SAD-a 1967. godine. Sovjetski Savez je, s druge strane, na Kola institutu izbušio bušotinu duboku 12.260 metara (bušenje je trajalo 15 godina), dosad najdublju rupu, prije no što je taj pokušaj napušten.
Doseći diskontinuitet ostaje važan znanstveni cilj. Nedavni zahtjev želi da posebna kapsula grijana radiogenskom toplinom istraži Zemljinu unutrašnjost oko Moho sloja i u gornjem plaštu.  Japanski projekt Chikyu Hakken ("Otkrivanje Zemlje"), također želi istražiti taj dio Zemlje.

## Vanjske poveznice
- Britt, Robert Roy. 7. travnja 2005. Izbušena rupa do dna Zemljine kore. Imaginova. Pristupljeno 17. srpnja 2008.
- Kopanje rupe u oceanu: Project Mohole, 1958-1966. National Academy of Sciences. Inačica izvorne stranice arhivirana 2. studenoga 2015. Pristupljeno 17. srpnja 2008.
- Karta Mohoa na europskoj ploči  Arhivirana inačica izvorne stranice od 12. svibnja 2014. (Wayback Machine)